# Lobotos lobatus
Lagarteiro-ganês ou lagarteiro-carunculado (Lobotos lobatus) é uma espécie de ave da família Campephagidae.
Pode ser encontrada nos seguintes países: Costa do Marfim, Gana, Guiné, Libéria e Serra Leoa.
Os seus habitats naturais são: florestas subtropicais ou tropicais húmidas de baixa altitude e pântanos subtropicais ou tropicais.
Está ameaçada por perda de habitat.